# Lotte Schulz
María Carlota Schulz Prieto (Cambyretá, 9 de abril de 1925-Asunción, 22 de enero de 2016), conocida con el nombre de Lotte Schulz, fue una artista plástica paraguaya, precursora del grabado y la pintura sobre cuero vacuno. Su obra abarcó el grabado, cerámica, instalación y pintura, además de su labor como conservacionista y restauradora.

## Reseña biográfica

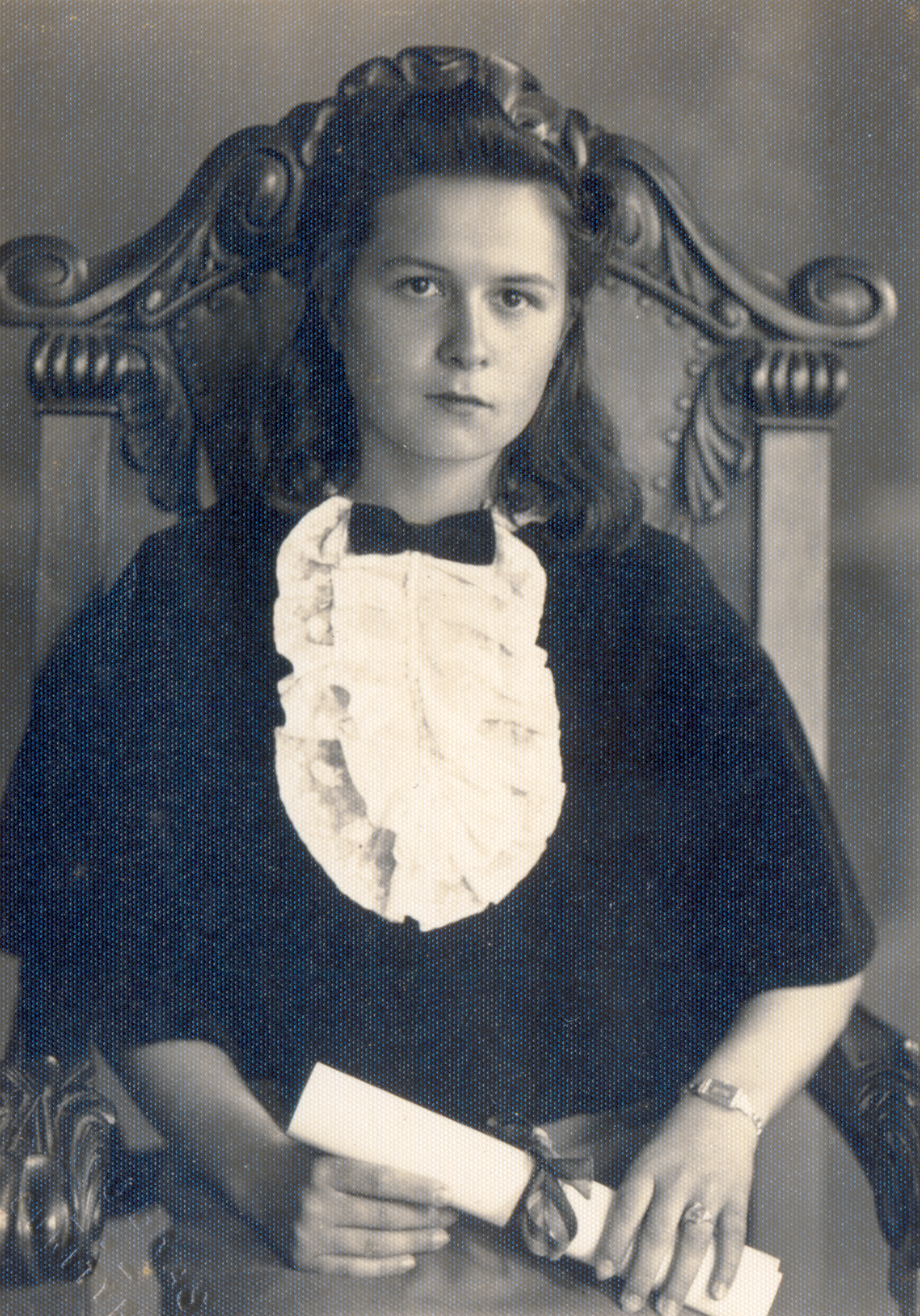
Lotte Schulz, el día de su colación en el Gimnasio del Sagrado Corazón, 1942

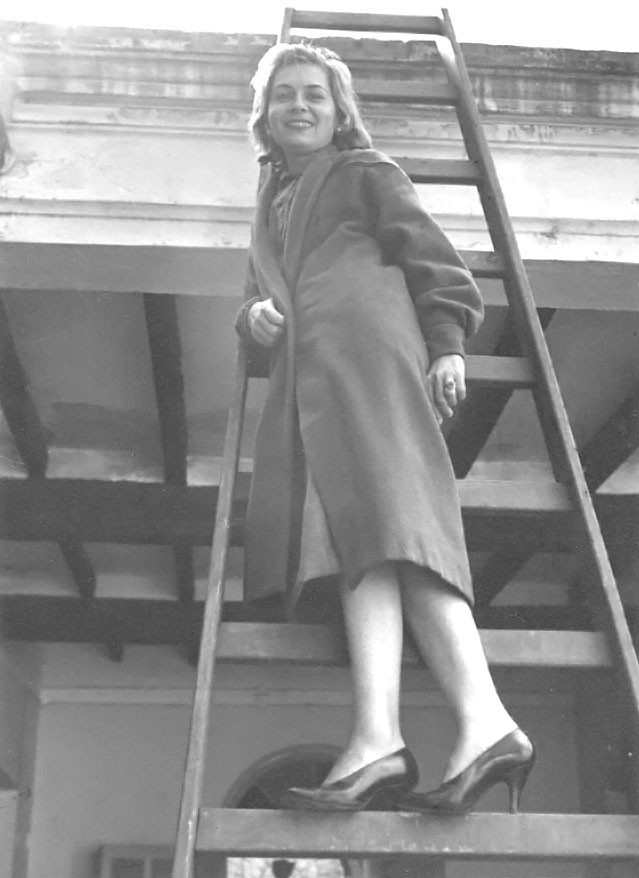
Lotte Schulz, Centro de Estudios Brasileños, 1956

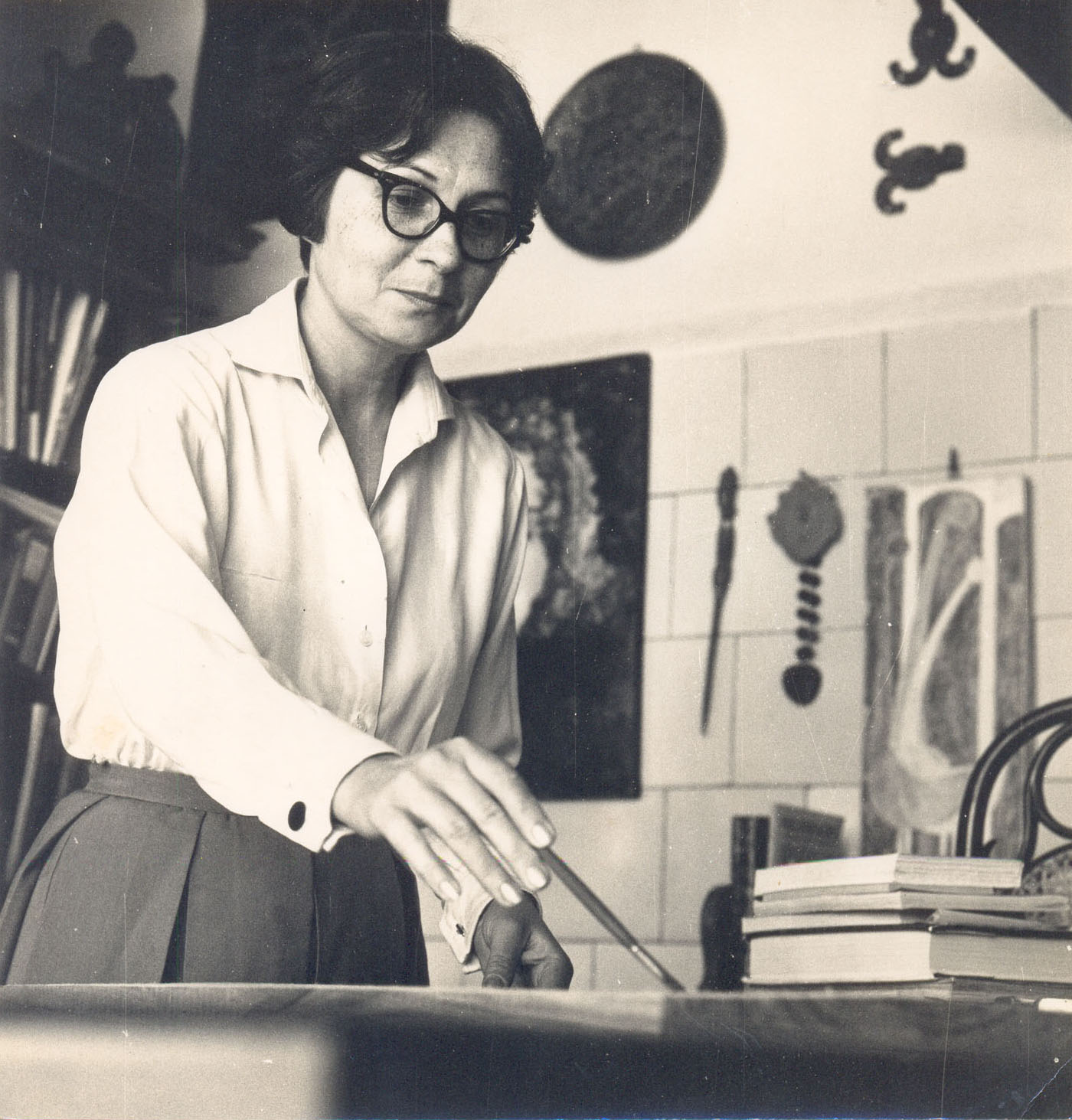
Lotte Schulz realizando una exhibición de pintura en su taller, s/d

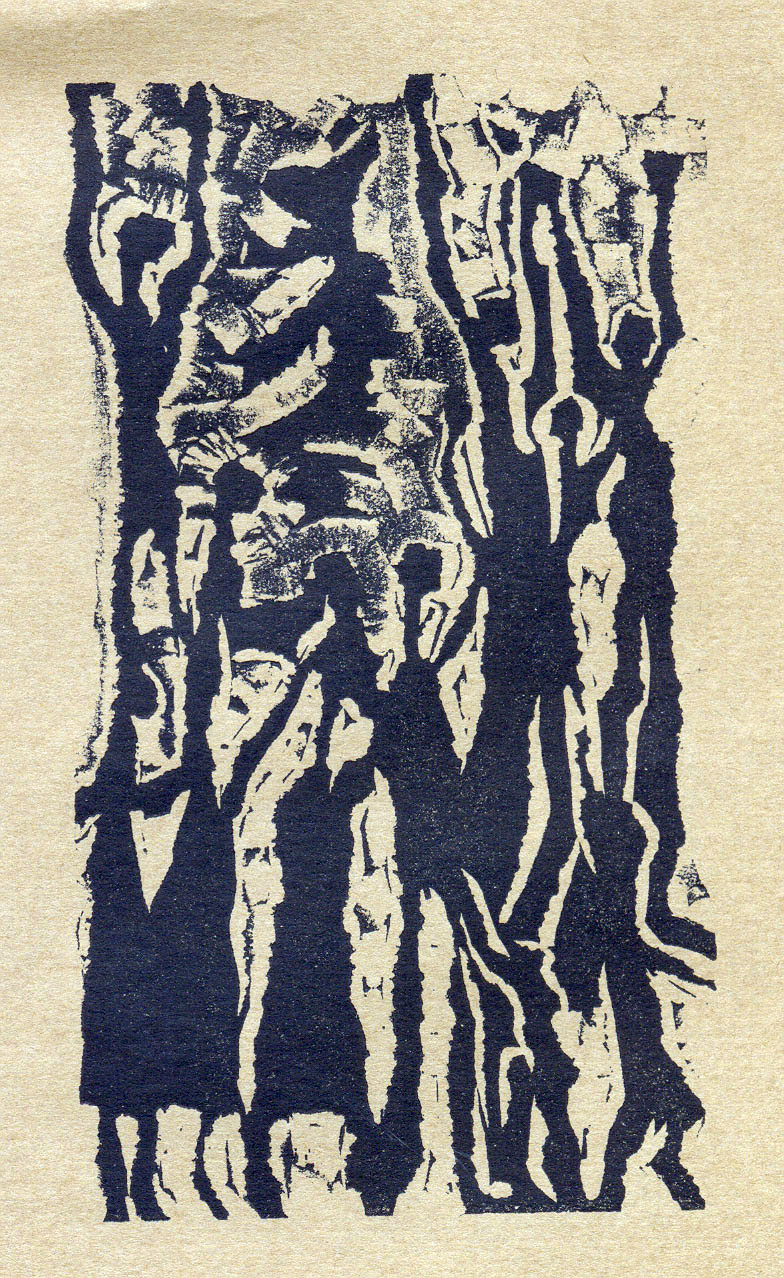
Grabado denominado Aimsa producido en el taller Ilari de la artista plástico, s/d

María Carlota Schulz Prieto nació en la localidad de Cambyretá, Itapúa, el 9 de abril de 1925 y falleció en Asunción el 22 de enero de 2016 a los 90 años de edad tras una dilatada carrera en las artes plásticas.
De padre austríaco y madre paraguaya, Lotte asumió durante su primera infancia todo el cosmos rural de su entorno ya que la familia vivía en el campo siguiendo la instalación de las vías del tren Asunción-Encarnación debido a que su padre había sido contratado para tal propósito.
A los pocos años de nacer se trasladó junto a su familia a la ciudad de São Paulo (Brasil), donde residieron por un año. Luego volvieron a Asunción y finalmente recalaron en la reciente fundada ciudad de Foz do Iguaçu (Brasil).
Como en dicha localidad no había colegiatura, sus padres tuvieron que internarla en un colegio de señoritas en Curitiba (Brasil), el Gimnasio Sagrado Corazón de Jesús, en donde permaneció entre 1937 y 1942.
Como debía decidirse por una de las ramas del arte en su colegiatura, ella eligió la de artes y oficios siendo su primer profesor el italiano Guido Pellegrino Viaro, uno de los precursores de la modernidad en el Brasil. Ese fue su primer contacto formal con las artes, ya que antes su padre la había iniciado en los rudimentos del dibujo siendo muy pequeña.
Habiendo culminado sus estudios secundarios, se trasladó con sus padres a la ciudad de Eldorado, Provincia de Misiones, Argentina. Allí conoció a quien sería su primer marido y padre de su única hija. Luego de unos años por los obrajes de la orilla del río Paraná, la pareja regresó al Paraguay en 1946 y se instaló en el barrio Villa Morra de Asunción.
Ya separado de su marido, consiguió un puesto de trabajo en el Ministerio de Salud Pública y Bienestar Social, en el departamento de Libretas de Salud, luego de la Revolución de 1947. Para complementar sus ingresos y aprovechando sus dotes artísticas, preparó y vendió elementos propios para vestir cruces, ataúdes y panteones en el cementerio de la Recoleta de Asunción hasta que pudo ingresar a trabajar en el Instituto de Previsión Social.
Más tarde, aprovechando sus conocimientos del idioma portugués ganó un concurso de oposición por el puesto de secretaria en el recientemente creado Centro de Estudios Brasileños de la Embajada del Brasil en el Paraguay. Eso iba a significar para Lotte el comienzo de su carrera artística.

## Su carrera profesional
En 1956, el artista brasileño Livio Abramo, como parte de las acciones de intercambio cultural Paraguay-Brasil, realizó una exposición en el Centro de Estudios Brasileños, así como también un taller de grabado que duró un par de semanas.
De ese taller nació el espacio cultural que hoy en día es conocido como el Taller de Grabado Julián de la Herrería, cuyos fundadores fueron Lotte Schulz, Adela Solano López, Olga Blinder y Josefina Plá. Luego se sumarían Jacinto Rivero, Edith Jiménez, Pedro Di Lascio, José Laterza Parodi, Carlos Colombino y otros exponentes del incipiente arte moderno paraguayo.
En 1960, Lotte ganó su primer gran premio internacional. Fue en Buenos Aires con motivo de los festejos del sesquicentenario de la independencia argentina. Posteriormente viajó becada a Italia, específicamente a la Universidad Internacional del Arte de Florencia y al Instituto Central de Roma para estudiar conservación y restauración, donde le cupo realizar trabajos sobre obras de Rafael Sanzio. Permaneció en Europa por el término de tres años.

## Su imaginario
La zona en que nació Lotte Schulz se caracteriza por haber recibido una gran migración de ciudadanos centroeuropeos. De la interacción de estos y los paraguayos se conforma, con el tiempo, una nueva expresión sociocultural.
De la observación de la naturaleza, los primeros rudimentos del dibujo otorgados por su padre y la técnica en artes y oficios propiciada por el maestro Viaro, la artista crea su propio imaginario: los animales y la naturaleza; los avestruces, los gatos, los peces, los árboles; los nativos y su misticismo.

## Lotte educadora
Lotte Schulz se desempeñó como docente de dibujo, artes plásticas e historia del arte en institutos de enseñanza de nivel secundario, en talleres particulares y en centros culturales. Fue profesora por muchos años en el Colegio Nacional de Luque, y también estuvo trabajando la técnica del grabado con niños en el Taller de Arte Creador Infantil, proyecto del Instituto Latinoamericano de Relaciones Internacionales en Asunción (ILARI).
Su residencia, a la que dio por nombre Mainumby, situada en Luque, fue adquirida con el objetivo de convertirla en un centro difusor del arte a través de talleres y la convivencia con los artistas.
"Me siento muy feliz de haber instalado mi residencia y el Taller Mainumby en la jurisdicción de Luque. Creo que será muy interesante que otros artistas capacitados y que gusten de la actividad docente, que yo la considero un apostolado, abran más y buenos talleres de arte en otras ciudades del interior, pues siento preocupación por tantos valores malogrados por falta de oportunidad y conocimiento", expresó Lotte Schulz en una entrevista a un periódico capitalino en la víspera de la apertura de su proyecto pedagógico.

## Lotte restauradora
Lotte realizó estudios formales de conservación y restauración de obras de arte haciendo uso de una beca proporcionada por el gobierno italiano en el año 1971.
En la Universidad de Siena estudió cultura italiana, en la Universidad Internacional de Arte de Florencia estudió conservación y restauración, al igual que en el Instituto Central de Roma. Fue para quedarse un año y finalmente permaneció tres, recorriendo parte de Europa. A su vuelta al Paraguay, en 1973, trabajó en la restauración de varias obras en el Museo Nacional de Bellas Artes, en esa época bajo la dirección del intelectual nacional Dr. Hipólito Sánchez Quell .
En 1976 que alejarse por motivos particulares. Luego de 17 años, en 1993, durante el gobierno del Ing. Juan Carlos Wasmosy, siendo ministro de Educación el Dr. Nicanor Duarte Frutos y viceministro de Cultura el Dr. Gerardo Fogel, Lotte Schulz fue nombrada directora del Museo de Bellas Artes, función que cumplió hasta el año 2006.

## Lotte promotora cultural
Como promotora cultural, fue miembro de distintas asociaciones como al taller de grabado Julián de la Herrería encabezado por el maestro Livio Abramo. También tuvo participación en el Ateneo Paraguayo como miembro y jurado organizador de varias "Salas de Primavera".
Tuvo participación en el Congreso por la Libertad Cultural, estuvo en la creación del Taller Libre de Artes Integradas junto a Osvaldo González Real, Jacobo Rauskin y Hermann Guggiari, también representó a los artesanos paraguayos en diversas actividades por Sudamérica.

## El cuero
El dibujo sobre soportes convencionales fue su primer lenguaje expresivo. Luego la pintura que hizo en los paños de cruces y la ropa de ataúdes. Posteriormente el grabado, el xilograbado, el aguafuerte y la cerámica experimental sin torno.
La cáscara de los huevos del avestruz y el cuero vacuno como soporte gráfico son el fruto de los recuerdos de su infancia.
El cuero, a lo largo de la historia, ha sido decorado, repujado, pintado, estirado, doblado, colgado y estilizado de acuerdo a los diversos usos que se le adjudicó. En el caso de Lotte Schulz, reflexionando la misma sobre la necesidad de darle la importancia merecida a lo autóctono que la rodeaba, eligió el cuero vacuno como soporte de su pintura y de su grabado, teniendo en cuenta que el Paraguay es un país eminentemente ganadero.
Lotte Schulz utilizó el cuero nonato como soporte para su obra gráfica de dos maneras: La primera como superficie que es inferida y grabada como original o matriz, en bajo o sobre relieve dependiendo de la composición. La segunda a modo de tela o bastidor sobre el cual pinta con una variedad de acrílico, óleo o tinta china, intercalando con incrustaciones de dorado o plateado a la hoja y el burilado.
"Con el grabado en cuero yo quería expresar un arte netamente paraguayo, que sea nuestro, que no se haya visto… Entonces yo pensé en el grabado sobre cuero. Nuestro fuerte, creo que hasta hoy como país, es el campo, las estancias, la carne" (Lotte Schulz).
La artista Fabiola Adam considera que "para el arte paraguayo el arte en cuero de Lotte es un trabajo pionero, paradigmático, importante, que no se puede descartar y es una de las formas de grabar más genuinas y personales que ella tiene y que poca gente se animó a hacer y que ella estudió con mucha particularidad".
"Con el grabado en cuero yo quería expresar un arte netamente paraguayo, que sea nuestro, que no se haya visto. Eso yo siempre le digo a mis alumnos: Hagan sus composiciones y sus temas que nunca nadie hizo y que ustedes nunca vieron, que nazca del interior de ustedes, del corazón, de las manos y de la cabeza. Ese es el trío que hace que un artista resuelva una composición y que sea auténtico y original" (Lotte Schulz).

## Exposiciones
- 1957: Salón Primavera, exposición colectiva en el Ateneo Paraguayo en homenaje a Julián de la Herrería. Asunción, Paraguay.
- 1959: Bienal de San Pablo, Brasil.
- 1960: Primer Concurso Latinoamericano de Grabado en Buenos Aires, Argentina, Gran Premio Fondo Nacional de las Artes y Medalla de Oro.
- 1962: Latin American Congres of Art in Mexico. Ciudad de México.
- 1962: Exposición Internacional en Blanco y Negro, Lugano, Suiza.
- 1962: Exposición Circulante de Grabados del Continente Americano.
- 1963: Exposición colectiva Arte de América y España, España.
- 1963: Primera Bienal Americana de Grabado, Chile.
- 1964: Bienal de San Pablo, Brasil.
- 1964: Exposición Circulante de Grabados del Continente Americano
- 1965: Exposición colectiva Gran Premio Rainier III, UNESCO, Mónaco.
- 1965: Exposición en el Museo de Arte Contemporáneo, Chile.
- 1965: Exposición para la Brannif Collection. EE. UU.
- 1966: Exposición colectiva Salón ESSO de Artistas Jóvenes, EE. UU.
- 1966: Exposición en La Paz, Bolivia.
- 1968: III Congreso Mundial de Artesanía, Perú.
- 1968: Exposición individual Serie Petunia, Centro Cultural Paraguayo Americano. Asunción, Paraguay.
- 1969: Bienal de Grabado de Florencia, Italia.
- 1971: Exposición individual Petunia en el Centro Cultural Paraguayo Americano. Asunción, Paraguay.
- 1972: Exposición colectiva, Museo de Arte Moderno, Brasil.
- 1973: Exposición individual de grabados, Palazzo Strozzi, Italia.
- 1975: Mujer en la Plástica Paraguaya, exposición individual Rose, Nebraska, EE. UU.
- 1975: Exposición individual Conjugando el Verbo Amar, Centro Cultural Paraguayo Americano. Asunción, Paraguay.
- 1977: Exposición colectiva Arte Femenino en el Paraguay. Asunción.
- 1978: Exposición en el National Museum Art Gallery, Botsuana, Gabarone, África.
- 1978: Exposición de taller, Bassett, Nebraska, EE. UU.
- 1978: Exposición colectiva Arte Paraguayo Actual, Galería Sepia. Asunción, Paraguay.
- 1979: Exposición en Cochabamba, Bolivia.
- 1980: Exposición en Cayman Gallery de New York, EE. UU.
- 1981: Exposición individual Galería Internacional, Winter Park, Florida. EE. UU.
- 1983: Exposición colectiva, Cámara Junior de Asunción. Paraguay.
- 1984: Exposición individual Los Cuatro Elementos, Centro Cultural Paraguayo Alemán. Asunción, Paraguay.
- 1987: Exposición Seis Mujeres en la Plástica Paraguaya, Galería Unica, Punta del Este, Uruguay.
- 1987: Exposición en Caming House, Londres, Inglaterra.
- 1987: 1ª Bienal de Areguá, Paraguay.
- 1988: Exposición colectiva de grabados paraguayos en Dachau, Alemania.
- 1988: Exposición colectiva de grabados, San Bernardino, Paraguay.
- 1991: Exposición colectiva en Resistencia, Argentina.
- 1988: Exposición colectiva en el Centro Cultural Paraguayo Alemán, Asunción, Paraguay.
- 1992: Exposición IV Aniversario del Centro Cultural Paraguayo Japonés, Pintura sobre Oro, Asunción, Paraguay.
- 1992: Exposición retrospectiva en el Museo Nacional de Bellas Artes, Asunción, Paraguay.
- 1993: Exposición colectiva de grabados en el Centro Cultural Paraguayo Japonés, Asunción Paraguay.
- 1994: Exposición retrospectiva en el Museo Nacional de Bellas Artes. Asunción, Paraguay.
- 1995: Exposición colectiva Semana de la Mujer Paraguaya, Museo Nacional de Bellas Arte, Asunción, Paraguay.
- 1996: Representación por Paraguay en el FAIMP '96, Festival Audiovisual Internacional en Buenos Aires, Argentina.
- 1997: Exposición colectiva de grabados en Dachau, Alemania.
- 1997: Exposición colectiva en la Universidad de Pretoria, Sudáfrica.
- 1997: Exposición de grabado en la Universidad ESSEX, Inglaterra.
- 1997: Exposición colectiva en Punta del Este, Uruguay.
- 1998: Primer Seminario Manraux, 4 Trienale Mondiale D'Estampes Petit Format Chamalieres, Francia.
- 2000: Exposición colectiva en la Galería Belmarco, Asunción, Paraguay.
- 2000: Exposición de grabados en el Museo Nacional de Bellas Artes, Asunción, Paraguay.
- 2000: Exposición de grabados de pequeños formatos en Chamalieres, Francia.
- 2004: La Gravure sur Bois, Paris, Francia.
- 2006: Exposición de grabados en pequeños formatos en Chamaliers, Francia.
- 2006: Exposición colectiva Livio Abramo y el Grabado en el Paraguay. Asunción.
- 2006: Muestra Retrospectiva Homenaje a Branislava Susnik, Instituto Cultural Paraguayo-Alemán. Asunción, Paraguay.

## Premios
- 1956: Mención de Honor en el Concurso de Arte Religioso de Asunción, Museo de Bellas Artes, Paraguay.
- 1960: Gran Premio Fondo Nacional de las Artes, en Argentina, y Medalla de Oro diario La Razón. Buenos Aires, Argentina.
- 1965: Mención de Honor en la Bienal de Grabado en Santiago de Chile.
- 1965: 2° Premio por el Paraguay en Pintura en el Salón Esso de Artistas Jóvenes de Latinoamérica. Unión Panamericana y Esso, EE. UU.
- 2008: Maestra de Arte, Centro Cultural de la República El Cabildo, Asunción, Paraguay.
- 2009: Orden Nacional del Mérito en el grado de Gran Cruz, otorgada por el Gobierno de Paraguay (por su trayectoria artística).
- 2010, Orden Nacional del Mérito.
- 2011: Hija Dilecta de la Ciudad, otorgada por la Intendencia municipal de Encarnación, Paraguay.